# Conservatorio di San Pietro a Majella
El Conservatorio di San Pietro a Majella, és un institut superior d'estudis musicals fundat a Nàpols l'any 1808. Es troba al centre històric de la ciutat, a l'antic convent celestí annex a l'església de San Pietro a Majella.

## Història
El mateix tema en detall: Claustres de San Pietro a Majella.(italià)
El conservatori neix l'any 1808 amb el nom de Real Col·legi de Música de la unificació d'altres quatre institucions musicals preexistents nascudes com a orfenats i en les quals ja al segle xvi s'havien començat a impartir classes de catecisme i cant als nens abandonats: la "Santa Maria di Loreto", la de la "Pietà dei Turchini", la de "Sant'Onofrio a Capuana" i la de la "Pobre gent de Jesucrist". La seu antiga era la del proper convent de Sant Sebastià.
El 1825 va tenir lloc l'estrena mundial d'Adelson i Salvini de Vincenzo Bellini.
A partir de 1826, per ordre de Francesc I, el conjunt va ser traslladat a la seva ubicació actual, a la via San Pietro a Majella 35, prenent el nom de Reial Conservatori de Música de San Pietro a Majella.

Una placa col·locada a l'entrada de l'edifici diu:
"Aquest antic edifici, ja venerable convent dels pares celestins de San Pietro a Majella l'any 1826 per voluntat de Francesc, rei de les Dues Sicílies, estava destinat a albergar la gloriosa escola napolitana i a conservar els preciosos testimonis dels antics conservatoris de la Pobre de Jesucrist, Santa Maria de Loreto, Sant'Onofrio a Capuana, Pietà dei Turchini."
Precisament durant els segles XIX i principis del XX el conjunt es va enriquir amb obres. Bustos, retrats de músics i instruments de personalitats il·lustres eren, de fet, donats de tant en tant pels mateixos artistes amb l'objectiu de deixar que el col·legi reial conserves les seves obres o la seva història. En aquest sentit, es conserven diferents cartes als arxius del conservatori, que donen fe de les esmentades donacions. Per exemple, l'any 1868, sota la direcció de Saverio Mercadante, el bibliotecari Francesco Florimo va escriure una carta a l'Institut en la qual revelava la seva intenció de publicar la seva col·lecció in situ:
Nàpols, 15 de maig de 1868
"Senyor director,

Després d'haver aconseguit reunir al llarg de molts anys una interessant col·lecció de retrats a l'oli dels compositors musicals més famosos, tant italians com estrangers, he decidit fer-los un graciós obsequi al Col·legi, segur que enlloc poden ser millors. conservat per al culte i l'admiració de la posteritat, com en aquest santuari de l'art; i perquè siguin més acceptats i apreciats pel govern local, li demano, senyor director, que els ofereixi en el meu nom, conservant per a aquest acte de la seva amabilitat el sincer agraïment, mentre tinc l'honor de repetir-me"
(Carta al director Saverio Mercadante de Francesco Florimo)

## Els precedents conservadors
El conservatori més antic va ser el de "Santa Maria di Loreto" (1535), que Ferran IV de Borbó va decretar el tancament l'any 1797, transformant-lo en hospital militar i incorporant-lo al conservatori de Sant'Onofrio a Porta Capuana. El conservatori es trobava prop de via Marina.
El conservatori de la Pietà dei Turchini (1573) va néixer amb la intenció d'acollir nens orfes o abandonats. La seva seu es trobava al complex religiós del mateix nom, el nom del qual prové del color dels uniformes dels orfes que s'hi allotjaven; va ser l'última institució que va sobreviure i va acollir els estudiants de les altres que amb el temps es van tancar. Aleshores el conservatori va ser traslladat i va canviar el seu nom.
El conservatori de Sant'Onofrio a Porta Capuana (1578) va ser creat per atendre els nens més necessitats per les confraries religioses del segle XVII, i estava situat dins d'una fàbrica de teixits preexistent. Esdevingut conservatori a la primera meitat del segle XVII, l'entrada a l'institut era oberta a tothom amb el pagament d'una taxa; el 1797 es va fusionar amb la de Santa Maria di Loreto.
El Conservatori dels Pobres de Jesucrist va ser fundat l'any 1589 per un terciari franciscà i va ser suprimit el 1743 arran dels disturbis. El conjunt va néixer a l'actual Largo dei Girolamini, prop de l'església del mateix nom i també en aquest cas, l'objectiu de l'institut era acollir nens orfes i pobres. En el seu tancament, els nens allotjats a l'equipament es van repartir entre els tres conservatoris restants de la ciutat.

## Museu històric i biblioteca
El mateix tema en detall: Museu del conservatori de San Pietro a Majella.(italià)
A l'interior del conservatori hi ha una biblioteca, l'arxiu històric i un museu que exposa instruments, bustos i retrats de compositors i músics vinculats a l'institut.

## Directors
- Francesco Cilea
- Girolamo Crescentini
- Roberto De Simone
- Gaetano Donizetti
- Achille Longo
- Alessandro Longo
- Bruno Mazzotta
- Saverio Mercadante
- Giovanni Paisiello
- Francesco Ruggiero

## Elements relacionats
- Palaus de Nàpols
- Església de Sant Pere a Majella
- Museu conservatori de San Pietro a Majella
- Escola musical napolitana
- Claustres de Sant Pere a Majella
- Conservatori dels Pobres de Jesucrist
- Conservatori de Sant'Onofrio a Porta Capuana
- Conservatori de Santa Maria di Loreto
- Conservatori de la Pietà dei Turchini
- Cançó napolitana
- Monuments de Nàpols